# Liste von Getränken
Getränk (Kollektivum zu Trank; veraltet: Trunk) ist ein Sammelbegriff für zum Trinken zubereitete Flüssigkeiten. Getränke werden entweder zum Stillen von Durst und damit zur Wasseraufnahme des Körpers, als Nahrungsmittel oder auch als reine Genussmittel aufgenommen.
- Alkoholfreie Getränke
  - Trinkwasser
  - Mineralwasser – Heilwasser, Quellwasser, Tafelwasser
  - aromatisierte Wässer
  - Limonade – Cola
  - Brause
  - Fruchtgetränk – Fruchtsaftgetränk, Fruchtnektar, Smoothie
  - Fruchtsaft – Fruchtsaft, Gemüsesaft
  - Aufgussgetränk
    - Kaffee
    - Muckefuck – Ersatzkaffee
    - Tee
    - Teeähnliches Getränk – Eistee, Früchtetee, Kräutertee, Rooibos, Mate-Tee, Lapacho, Bubble Tea

  - Mixgetränk, Cocktail, Energydrink, Schorle
  - Isotonisches Getränk
  - Malztrunk – fälschlicherweise oft Malzbier genannt

- Alkoholische Getränke
  - Bier
    - Bier
    - Biermischgetränk

  - Wein
    - Wein – Weißwein, Rotwein, Roséwein, Neuer Wein
    - Obstwein – Apfelwein, Cidre
    - Schaumwein – Perlwein, Champagner, Sekt, Cava, Spumante
    - Likörwein – Madeira, Port, Sherry
    - Wermut, Dubonnet
    - Weinmischgetränk – Bowle, Calimocho, Laternmaß, Punsch, Schorle

  - Spirituose
    - Branntwein – Weinbrand
    - Spirituosen aus Nebenprodukten der Weinherstellung – Tresterbrand, Hefebrand
    - Obstbrand – aus Obstwein (Calvados) und Obstmaische (Kirschwasser, Sliwowitz, Rakija)
    - Obstgeist – Himbeergeist
    - Getreidebrand
      - Getreidebrand aus Roggen, Gerste und Weizen – Kornbrand, Whisky, Wodka
      - Getreidebrand aus Reis – Arrak, Soju
      - Getreidebrand aus Hirse – Maotai, Waragi, Changaa

    - Brände aus Wurzeln – Enzian, Bärwurz
    - Brände aus Zuckerrohr – Rum, Cachaça
    - Brände aus Palmwein – Arrak
    - Brände aus Agaven – Mezcal, Tequila, Pulque
    - Spirituosen mit Wacholder – Gin, Genever, Steinhäger
    - Spirituosen mit Anis – Pastis, Ouzo, Rakı, Sambuca, Arak
    - Spirituosen mit Kümmel – Aquavit
    - Spirituosen mit bitterem Geschmack – Magenbitter, Absinth
    - Likör – Amaretto, Eierlikör, Grand Marnier
    - Asiatische Spirituosen –  Sake („Reiswein“), Umeshu („Pflaumenwein“), Shōchū („japanischer Wodka“)[2]

  - Andere – Met (Honigwein), Holzbranntwein, Becherovka
  - Mixgetränke, Cocktails – Alkopops, Hard Seltzer

- Milch
  - Milch – Rohmilch, Vorzugsmilch
  - Sauermilch – Buttermilch, Joghurt, Kefir, Molke und Milchserum
  - Dauermilch – H-Milch, ESL-Milch
  - Mischgetränke – Milchshake